# Bezirkstag (Elsaß-Lothringen)
Der Bezirkstag war im Reichsland Elsaß-Lothringen eine regionale Volksvertretung, ähnlich einem Kommunallandtag.

## Bezirke im Reichsland
Nach dem Deutsch-Französischen Krieg war Elsaß-Lothringen als Reichsland direkt dem Reich zugeordnet und verfügte über keine eigene Staatlichkeit. Man übernahm im Wesentlichen die französische Verwaltungsstruktur: Das Département Haut-Rhin wurde zum Bezirk Oberelsass, das Département Bas-Rhin zum Bezirk Unterelsass und die Gebiete mit mehrheitlich deutschsprachiger Bevölkerung in Teilen der Départements Meurthe und Moselle im Nordosten Lothringens sowie Metz kamen an den neuen Bezirk Lothringen, nach 1919 territorial unverändert fortgeführt als neues Département Moselle.

## Bezirkstage
Für die Bezirke wurden regelmäßig Bezirkstage gewählt. Diese bestanden aus jeweils einem Mitglied jedes Kreises des Bezirks. Die Wahl erfolgte in direkter Wahl durch die Wahlberechtigten des Bezirks. Das aktive und passive Wahlrecht hatte – wie auch bei den Kreistags- und Gemeindewahlen – jeder Reichsangehörige mit Wohnsitz im Bezirk, der das 25. Lebensjahr vollendet hat und eine direkte Steuer bezahlte. Bei der Gründung des Reichslandes hatten etwa 160.000 französischsprachige Einwohner für die französische Staatsangehörigkeit optiert (und etwa 110.000 dieser Personen waren im Reichsland geblieben). Diese (relativ kleine) Gruppe verfügte daher über kein Wahlrecht. Im Gegensatz dazu erwarben Zuwanderer aus dem Reich (die sogenannten Altdeutschen) sofort mit dem Umzug das Wahlrecht.
Sitz des Bezirkstags war jeweils der des Bezirkspräsidiums. Die Bezirkstage hatten unter anderem über den Haushalt der (selbständige Rechtspersönlichkeiten mit eigenem Vermögen bildenden) Bezirke zu beschließen. Jeweils 10 Mitglieder des Landesausschusses des Reichslandes Elsaß-Lothringen wurden durch die Bezirkstage gewählt. Ab 1879 waren es 34 Mitglieder, die durch die Bezirkstage gewählt wurden (Lothringen 11, Oberelsass 10, Unterelsass 13).

## Bezirkstag von Lothringen
Präsidenten des Bezirkstags von Lothringen (französisch Conseil Général de la Lorraine) waren:
- 1874–1881: Auguste-François Adam
- 1881–1911: Eduard Jaunez
- 1911–1918: Georg Ditsch

## Bilder

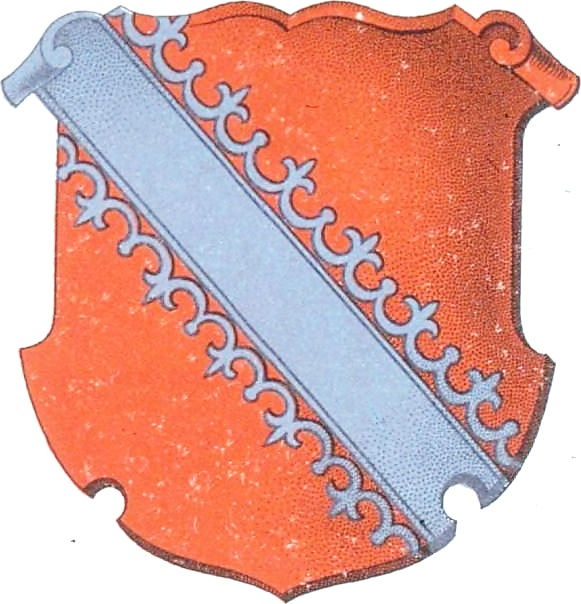
Wappen des Bezirks Unterelsass
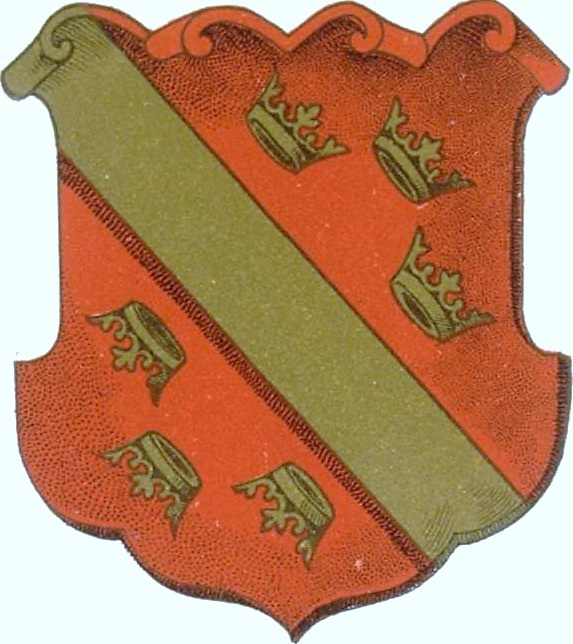
Wappen des Bezirks Oberelsass
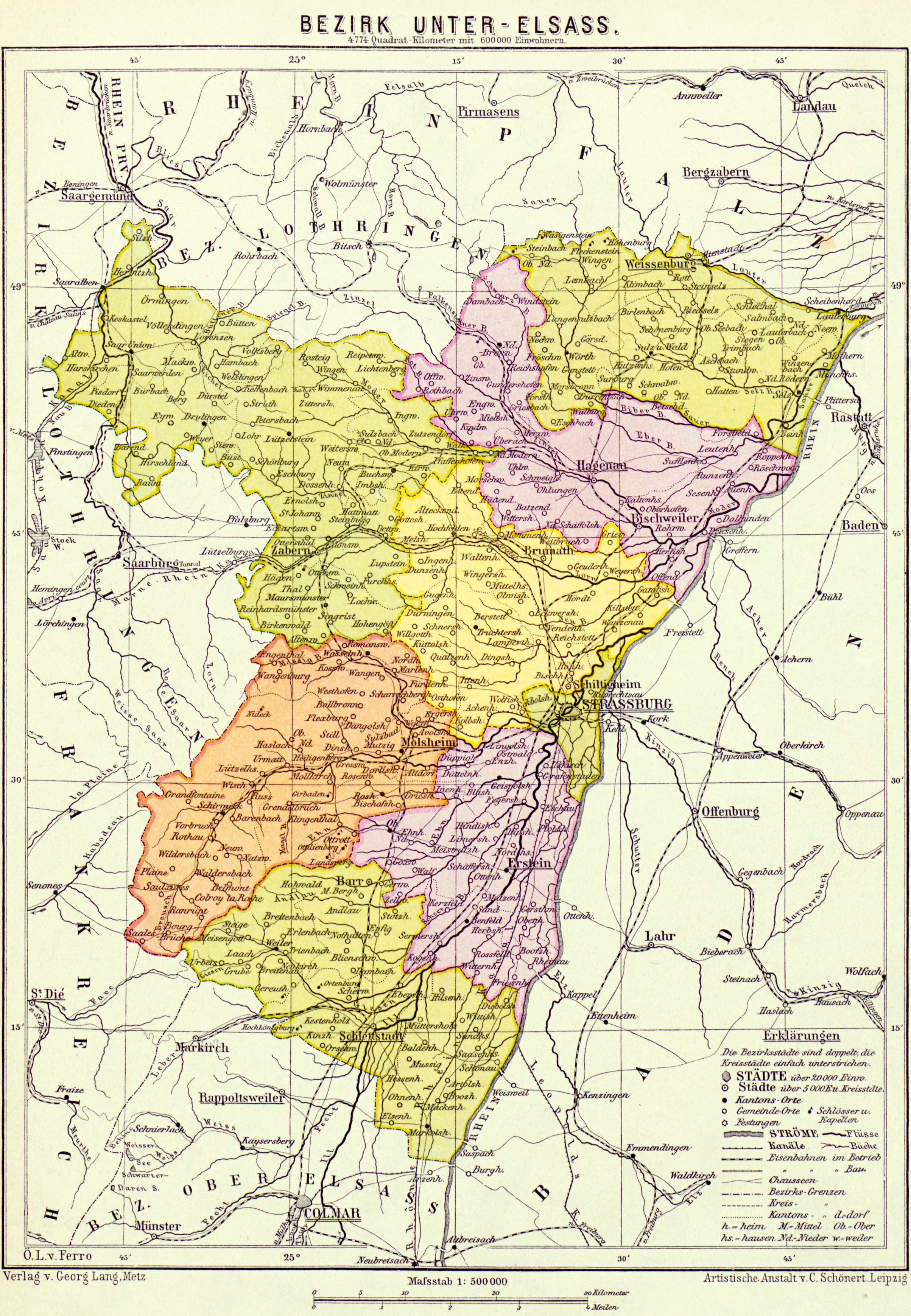
Karte des Bezirks Unterelsass (1890)
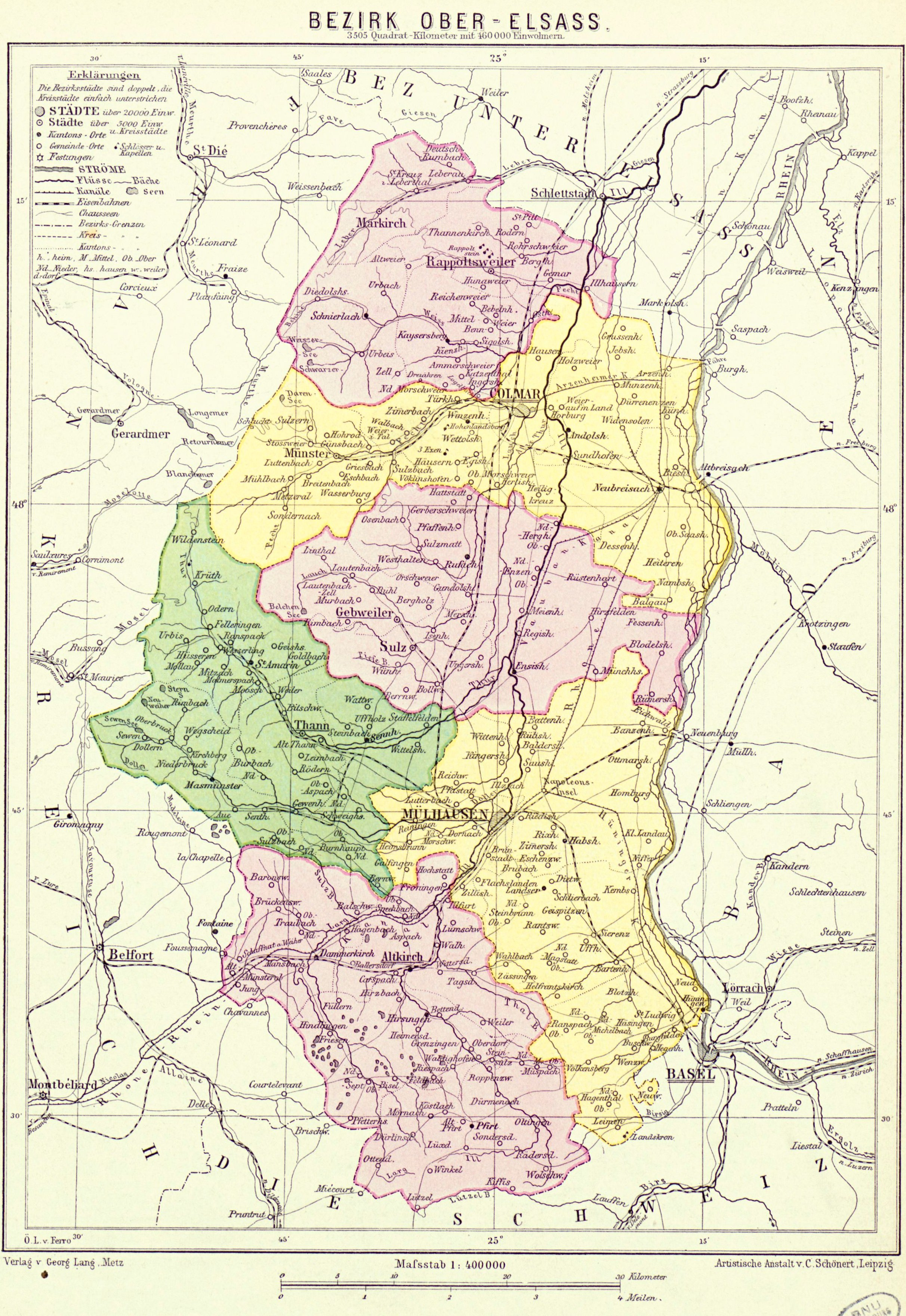
Karte des Bezirks Oberelsass (1890)
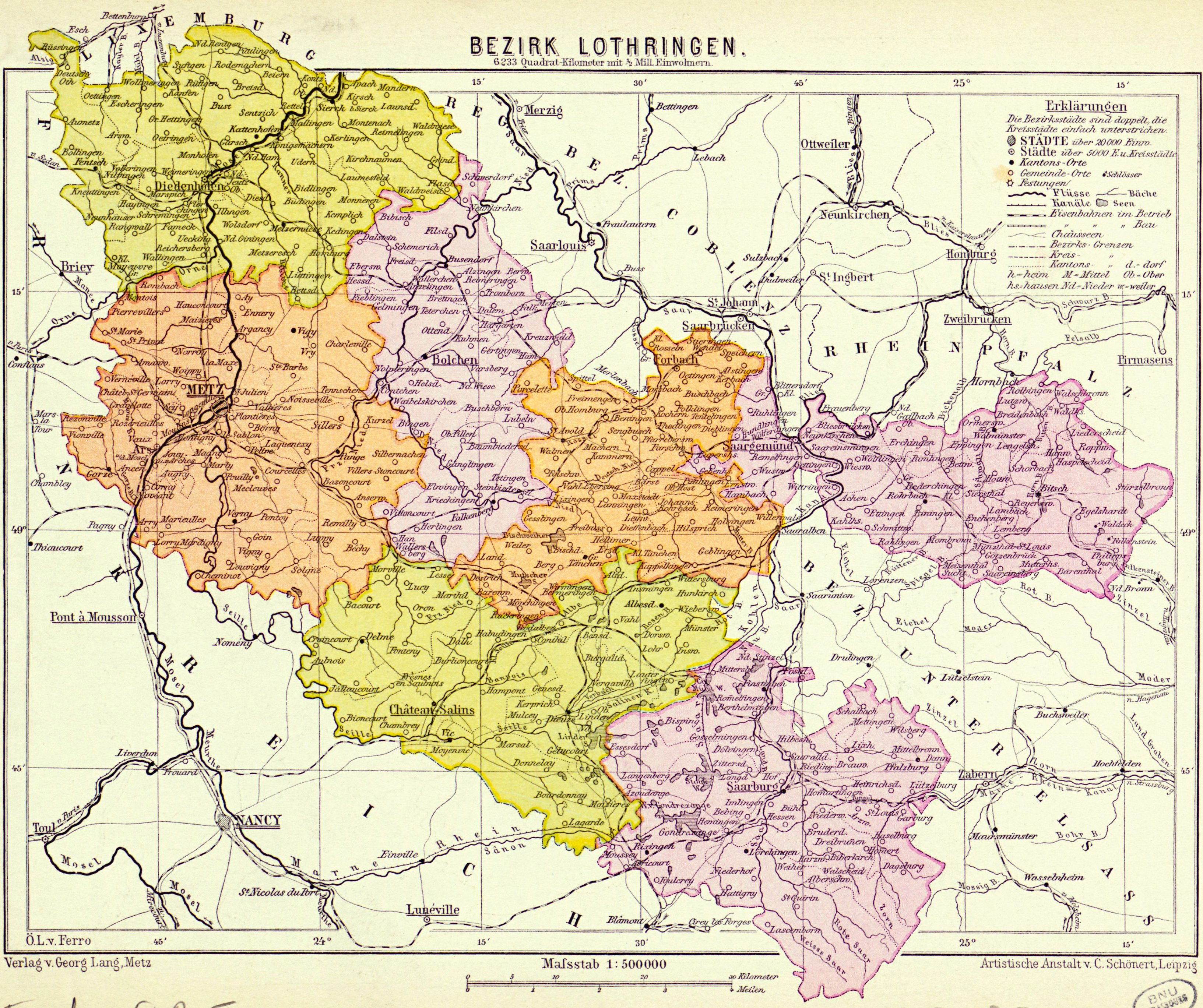
Karte des Bezirks Lothringen (1890)